# Archivo epistolar colombiano
El archivo epistolar colombiano es una serie de publicaciones realizadas por el Instituto Caro y Cuervo, cuya primera obra se publicó en el año 1965. Con la finalidad de dar a conocer los principales epistolarios de los más eminentes hombres de letras de Colombia. Hacia el 2006 habían sido publicados 26 libros con epistolarios de Rufino José Cuervo, con Emilio Teza, Hugo Schuchardt, Lorenzo Maria Lleras y otros amigos y familiares.